# Klaus Wildenhahn

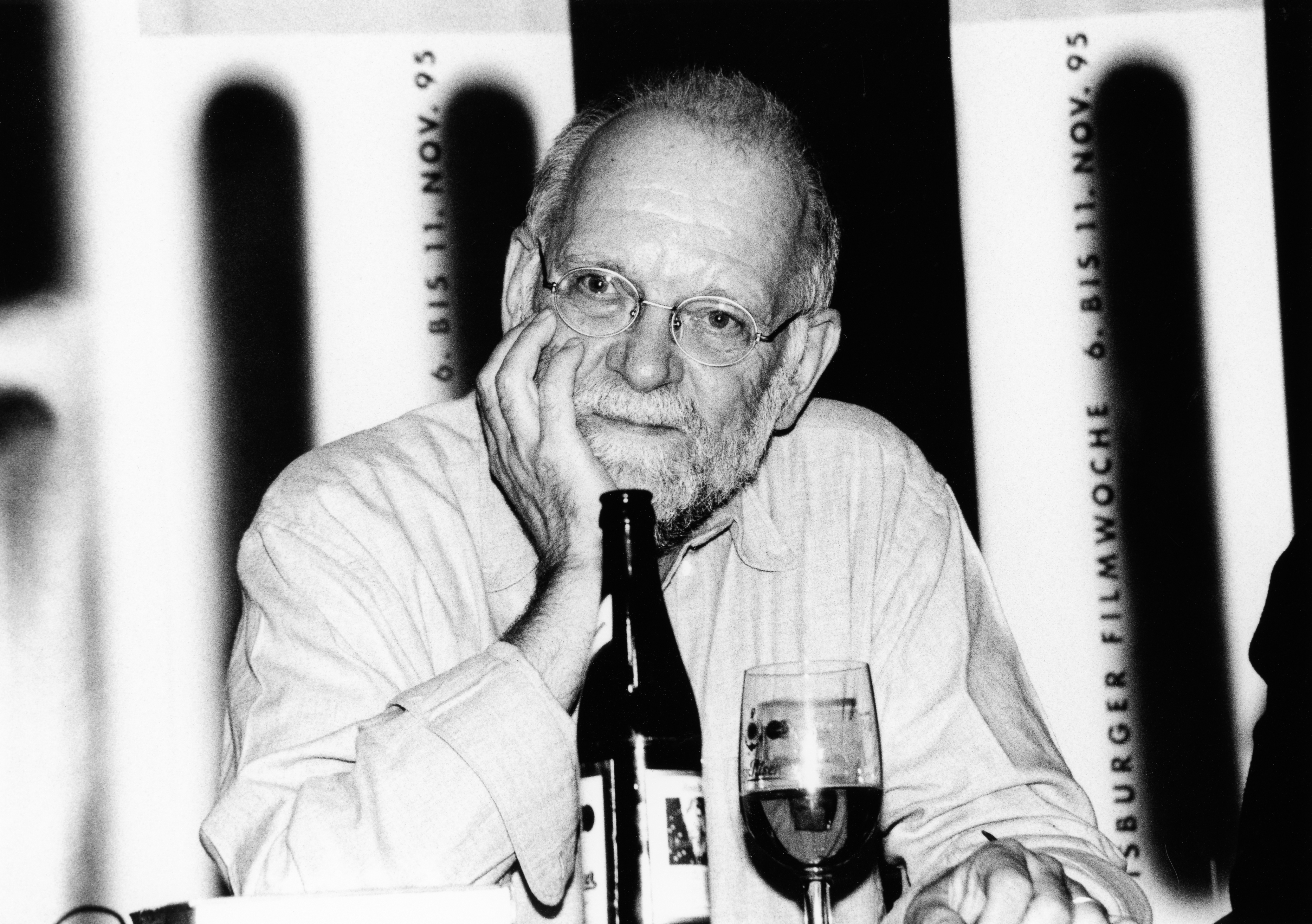
Klaus Wildenhahn (1995)

Klaus Wildenhahn (* 19. Juni 1930 in Bonn; † 9. August 2018 in Hamburg) war ein deutscher Dokumentarfilmer und gilt mit seinen Arbeiten und seiner Lehrtätigkeit als einer der einflussreichsten deutschen Dokumentarfilmregisseure des 20. Jahrhunderts.

## Biographie
Wildenhahn war das späte und einzige Kind des Tischlers, Tapezierers und späteren kaufmännischen Direktors einer Möbelfabrik Max Wildenhahn und seiner Frau Nora, geb. von Sochatzki, einer Krankenschwester. Während des Studiums der Soziologie, Publizistik und Politologie an der Freien Universität Berlin erhielt er ein Austauschstipendium für die Colgate University in Hamilton, USA. Er brach das Studium nach einem Jahr wieder ab und war von 1954 bis 1958 als Krankenpfleger in der Nervenheilanstalt Banstead Hospital in Sutton, Surrey bei London tätig. Er heiratete eine Japanerin und sie bekamen zwei Kinder. Eine Begegnung mit dem britischen Dokumentarfilmer Richard Leacock inspirierte ihn dazu, als Dokumentarfilmer mit der Methode des Direct Cinema zu arbeiten. Die Handkamera mit 16-mm-Film ermöglichte Klaus Wildenhahn, Personen und Ereignisse direkt einzufangen. Ohne eine hemmende Distanz und an „reiner Beobachtung“ orientiert.
1959 begann er beim Norddeutschen Rundfunk (NDR). Er erlernte als Regie-Assistent beim NWDR das Filmhandwerk bei der Herstellung von Werbespots für die ARD-Fernsehlotterie.
Von 1960 bis 1964 arbeitete er als Realisator bei dem von Rüdiger Proske entwickelten politischen Fernsehmagazin Panorama. Dort produzierte er unter anderem folgende Beiträge:
- 1961: Der merkwürdige Tod des Herrn Hammarskjöld, 45 Min.
- 1962: Der Tod kam wie bestellt, 45 Min.
- 1964: CDU-Parteitag, 5 Min.
- 1964: CSU-Landesversammlung, 5 Min.
- 1964: SPD-Parteitag, 5 Min.
- 1964: Parteitag 64, 18 Min. (wurde vom NDR zurückgezogen und erst 17 Jahre später gekürzt gesendet)[7]
- 1964: Zwischen drei und sieben Uhr morgens, 9 Min.

Nach dem Weggang von Proske aus der Panorama-Redaktion 1964 ging Wildenhahn in die Abteilung Fernsehspiel des NDR, für die er ausschließlich Dokumentarfilme realisierte. Daneben arbeitete er von 1968 bis 1972 als Regie-Dozent an der Deutschen Film- und Fernsehakademie Berlin (dffb).
1972 erschien sein Buch Über synthetischen und dokumentarischen Film, eine „einflussreiche theoretische Reflexion über Methode und Technik des Dokumentarfilms“. Der zweite Teil einer 1970/71 entstandenen Dokumentation über die Berliner Tageszeitung Der Tagesspiegel wurde auf Einspruch des Verlegers hin nicht gesendet und vernichtet. Ein vierteiliger Dokumentarfilm über die Schließung eines VW-Werkes in Emden, den er zusammen mit der Filmemacherin und Kamerafrau Gisela Tuchtenhagen realisiert hatte (Emden geht nach USA, 1975/76) stieß auf ablehnende Reaktionen der Regionalpresse, vieler Zuschauer und einflussreicher CDU-Politiker. Niedersachsen drohte dem NDR mit Aufhebung des Staatsvertrages. Daraufhin setzte der NDR zur besten Sendezeit (20:15 Uhr) eine Live-Sendung ins Programm, in der sich Tuchtenhagen und Wildenhahn der Kritik stellten. Die Filmkritik feierte die Filme als „alternatives Fernsehen“ und der erste Teil wurde 1978 mit dem Adolf-Grimme-Preis mit Gold ausgezeichnet. Wildenhahn ging aus Enttäuschung über die Reaktion des NDR ein Jahr zum Hörfunk des WDR und zog nach Köln. Später aktivierte er wieder seinen Vertrag mit dem NDR und drehte nun einige Filme im Ruhrgebiet, u. a. den Film mit Pina Bausch Was tun Pina Bausch und ihre Tänzer in Wuppertal.

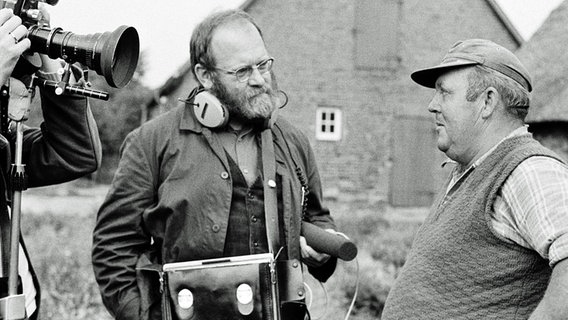
Klaus Wildenhahn im Gespräch mit einem Landarbeiter, Dreharbeiten zum Dokumentarfilm Die Liebe zum Land (1973)

Ab 1981 war er bis zu seiner Pensionierung Redakteur im Bildungsprogramm des N3 (heute: NDR Fernsehen) und gehörte mehrfach der Programmkommission der Duisburger Filmwoche an. 1993 initiierte er die NDR-Sendereihe „Der Dokumentarische Blick“. 1998 wurde er Gründungsmitglied der Filmwerkstatt „Dokumentarisch Arbeiten“ e. V., einem Zusammenschluss von Dokumentarfilmern zur Diskussion dokumentarischer Arbeit.
2010 erschien in der DVD-Reihe Die großen Dokumentaristen die Box Dokumentarist im Fernsehen mit 14 seiner Filme auf 5 DVDs. Die Auswahl traf Wildenhahn selbst, die Edition wurde von Hans-Michael Bock (CineGraph) sowie Christa Donner und Peter Paul Kubitz (Deutsche Kinemathek) betreut.
Außerdem wurde 2010 zu seinem 80. Geburtstages das Porträt mit und über ihn Ostende, 3 Uhr nachmittags von Quinka Stoehr auf 3Sat und später im NDR ausgestrahlt. Die lange Fassung Klaus Wildenhahn. Direct! Public and Private wurde in Kinos und Festivals ausgewertet, bei vielen dieser Vorführungen war er zugegen.
2015 erschien zu seinem 85. Geburtstag sein letztes Buch Abendbier in flacher Gegend, das, herausgegeben von Eva Orbanz, ausgewählte lyrische Texte versammelte.
Wildenhahn lebte zuletzt in Hamburg auf Sankt Pauli zusammen mit seiner Lebensgefährtin Franziska Rosentreter, wo er im August 2018 im Alter von 88 Jahren starb. Viele Jahre hatten sie gemeinsam außerdem eine Zweitwohnung in Ostende. Hier war seine Mutter als Krankenschwester während des Ersten Weltkriegs eingesetzt. Zum Fronteinsatz hatte sie sich aus Kriegsbegeisterung freiwillig gemeldet. Die Kriegserlebnisse machten sie zur überzeugten Pazifistin und später zur absoluten Gegnerin von Hitler. Das hat ihn nachhaltig geprägt und obwohl er eine schwierige Beziehung seiner Mutter gegenüber hatte, war er ihr sehr dankbar dafür. Später machte er den Film Reise nach Ostende, auf Spuren des I. Weltkrieges in Belgien. Der Titel des Dokumentarfilmes über ihn (Ostende, 3 Uhr nachmittags) bezieht sich auf diese biografische Komponente und war sein eigener Vorschlag, im Film festgehalten in einem lyrischen Text, den er über sich verfasst hat.

## Filmografie
| - 1965: Bayreuther Proben, 69 Min. und 31 Min. - 1965: Eine Woche Avantgarde für Sizilien, 43 Min. - 1965 und 1966: Smith, James O. – Organist, USA, 2 Teile - 1966: John Cage, 58 Min. - 1967: 498, Third Avenue, 83 Min. - 1967: In der Fremde, 81 Min. und 60 Min. - 1967/1968: Heiligabend auf St. Pauli, 50 Min. - 1968: Harlem Theater, 110 Min. - 1968/1969: Der Reifenschneider und seine Frau, 67 Min. - 1969: Wochenschau II, 27 Min. (mit der Gruppe Wochenschau) - 1969: Institutssommer, 92 Min. - 1969/1970: Wochenschau III, 60 Min. (mit der Gruppe Wochenschau) - 1970/71: Ein Film für West-Berliner Zeitungsleser und Journalisten – Der Tagesspiegel, 2 Teile (Der 2. Teil wurde wegen Einspruch des Verlegers nicht gesendet und vernichtet.) - 1971: Der Hamburger Aufstand Oktober 1923, 3 Teile (zusammen mit Gisela Tuchtenhagen und Rainer Etz) - 1971/72: Harburg bis Ostern, 78 Min. - 1973/74: Die Liebe zum Land, 2 Teile (Co-Autorin Gisela Tuchtenhagen) - 1974: 5 Bemerkungen zum Dokumentarfilm, 63 Min. (Co-Autor, Regie: Gisela Tuchtenhagen) - 1974/75: Der Mann mit der roten Nelke, 62 Min. (Co-Autorin Gisela Tuchtenhagen) - 1975/76: Emden geht nach USA, 4 Teile (Co-Autorin Gisela Tuchtenhagen) | - 1975/76: Im Norden das Meer (…) Annäherungen an eine norddeutsche Provinz, 66 Min. - 1978/1999: Tor 2, 32 Min. - 1980: Der Nachwelt eine Botschaft – ein Arbeiterdichter, 55 Min. und 108 Min. - 1981: Bandoneon, 2 Teile, 2. Teil mit Günter Westerhoff - 1982: Was tun Pina Bausch und ihre Tänzer in Wuppertal? 120 Min. - 1983/84: Ein Film für Bossack und Leacock, 113 Min. - 1984/85: Yorkshire, 2 Teile (Dokumentation der Bergarbeiterstreiks 1984 in Yorkshire) - 1986: Berlin, DDR & ein Schriftsteller April-Mai ’86, 99 Min. (Porträt des Schriftstellers Christoph Hein) - 1986: Pina Bausch: »Walzer«. 41 Minuten aus den Proben - 1987: Stillegung, 86 Min. - 1988/89: Rheinhausen, Herbst ’88, 86 Min. (Nach der Schließung der Hüttenwerke Rheinhausen) - 1988/89: Mister Evans geht durch Hamburg, 44 Min. - 1989: Barmbek: Der Aufstand wird gebrochen, 43 Min. - 1989: Reise nach Ostende, 117 Min. - 1990: Der König geht, 105 Min. - 1991: Noch einmal HH 4, Reeperbahn nebenan, 90 Min. - 1991: Reeperbahn nebenan, 17 Kurzfilme - 1992: Freier Fall: Johanna K., 92 Min. - 1993: Reiseführer durch 23 Tage im Mai, 120 Min. - 1994: Die dritte Brücke ein Film aus Mostar Spätsommer ’94, 80 Min. - 1995: Reise nach Mostar, 98 Min. - 2000: Ein kleiner Film für Bonn, 116 Min. |

## Retrospektiven
- 1989: Akademie der Künste (Berlin)/West
- 1989: Fernsehsender 3sat
- 1990: Internationales Leipziger Festival für Dokumentar- und Animationsfilm
- 1990: Fernsehsender Eins Plus
- 2011: DOK.fest München

## Auszeichnungen
- 1969: Der goldene Bildschirm (Preis der Fernsehkritik)
- 1978: Adolf-Grimme-Preis mit Gold für den ersten Teil des Dokumentarfilms Emden geht nach USA (zusammen mit Gisela Tuchtenhagen)[12]
- 1993: Mitglied der Akademie der Künste Berlin
- 2011: Preis für das Gesamtwerk beim Mille Occhi Filmfest 2011 Triest[13]

## Schriften
- Klaus Wildenhahn: Über synthetischen und dokumentarischen Film. 12 Lesestunden erschienen 1973 bei der DFFB, Berlin als Typoskript. Hrsg. von Hilmar Hoffmann und Walter Schobert. Kommunales Kino, Frankfurt am Main 1975 (231 Seiten).
- Eine Reise in die Legende und zurück (Journey to a legend and back. The British realistic film). Hrsg. von Stiftung Deutsche Kinemathek. Essays von Klaus Wildenhahn. Spiess, Berlin 1977, ISBN 3-920889-51-7, S. 165–210 (213 Seiten, Abbildungen, Filmographie und Literaturverzeichnis).
- Teilstücke – Über mein dokumentarisches Arbeiten in einer öffentlich-rechtlichen Rundfunkanstalt in ‚Fernseh-Dokumentarismus‘ 1992, Band 1 der Reihe GLOSE UP. Haus des Dokumentarfilms.
- Mimesis und die Wirkung der Schnulze – Filmtheorie Nr. 2. Gedichte 1997. Kellner Verlag, Hamburg.
- Klaus Wildenhahn: Der Körper des Autoren [sic!]. Filmtheorie Nr. 3. Hrsg. von René Schöttler. Materialverlag, Hamburg 2005, ISBN 3-938158-21-2 (176 Seiten, Abbildungen).
- Abendbier in flacher Gegend – Filmtheorie Nr. 4. Ediert und eingeleitet von Eva Orbanz. Verbrecher Verlag, Berlin 2015, ISBN 978-3-95732-076-6.

## Dokumentarfilm/Portrait mit ihm und über ihn
- „Klaus Wildenhahn. Direct! Public and Private“,[14] Dokumentarfilm mit und über Klaus Wildenhahn, Deutschland, 2010, 84 Min., Buch und Regie: Quinka F. Stoehr, Kamera: Volker Tittel, Stefan Grandinetti, Quinka Stoehr, Montage: Margot Neubert Maric; Dramaturgische Beratung: Rainer Komers; Redaktion: Katya Mader (ZDF/3sat), Bernd Michael Fincke (NDR); Produktion: StoehrMedien und NDR, ZDF/3sat.
- Ostende, 3 Uhr nachmittags – Der Dokumentarist Klaus Wildenhahn. Fernseh-Dokumentation, Deutschland, 2010, 59 Min., Buch und Regie: Quinka F. Stoehr, Produktion: NDR, 3sat, Erstausstrahlung: 15. Juni 2010, s. a. Filmbesprechung von Fritz Wolf.

## Zitat
„Das Kriterium für Wahrheit und Würde des Dokumentarfilms liegt Wildenhahn zufolge in einer besonderen Nähe des Filmenden zum Gefilmten. Sie ist nicht in erster Linie ästhetisch definiert, sondern moralisch und politisch. Die Tugend des Dokumentarfilmers zeigt sich in der behutsamen, gespannten und geduldigen Beobachtung von sozialen Prozessen und Menschen, die in der politischen und kulturellen Öffentlichkeit gewöhnlich nicht repräsentiert sind.
Die Tugenden des Dokumentarfilm-Handwerks sind demnach: Langzeitbeobachtung, möglichst unauffälliges, der ‚Erzählung‘ des Protagonisten sich anpassenden Filmen, lange Kameraeinstellungen, selbstlose, (wie) vom Rohmaterial selbst hervorgebrachte Montage, Eliminierung oder Minimalisierung der Kommentarebene, keine synthetischen, zwischen Zuschauer und ‚Erzähler‘ sich drängenden ‚synthetischen‘ Filmelemente.
Derart seine Form immer nur auf- oder herausfindend, nicht eigenmächtig bestimmend oder erfindend ist der konsequent altruistische Dokumentarfilm wildenhahnscher Prägung das Gegenteil von Formalismus: der dokumentarische Inhalt sucht und bestimmt seine Form.“